# Павловиці (Познанський повіт)
Павловиці (пол. Pawłowice) — село в Польщі, у гміні Рокетниця Познанського повіту Великопольського воєводства.
Населення — 391 особа (2011).
У 1975-1998 роках село належало до Познанського воєводства.

## Демографія
Демографічна структура станом на 31 березня 2011 року:
|          | Загалом | Допрацездатний вік | Працездатний вік | Постпрацездатний вік |
| -------- | ------- | ------------------ | ---------------- | -------------------- |
| Чоловіки | 189     | 40                 | 137              | 12                   |
| Жінки    | 202     | 41                 | 125              | 36                   |
| Разом    | 391     | 81                 | 262              | 48                   |